# Nikola Poposki
Nikola Poposki (en macédonien : Никола Попоски), né le 24 octobre 1977 à Skopje, est un homme d'État macédonien membre de l'Organisation révolutionnaire macédonienne intérieure - Parti démocratique pour l'Unité nationale macédonienne (VMRO-DPMNE).
Il est ministre des Affaires étrangères du 28 juillet 2011 au 31 mai 2017.

## Biographie

### Formation et vie professionnelle
Secrétaire de l'ambassade macédonienne en France en 2001, il passe en 2002 son baccalauréat universitaire en sciences économiques à l'université Saints-Cyrille-et-Méthode de Skopje, ayant effectué une partie de son cursus à l'université de Nice.
Il obtient deux ans plus tard une maîtrise universitaire ès lettres en langue et commerce internationaux à Skopje, puis un même diplôme d'études européennes au Collège d'Europe en 2005. Cette même année, il intègre pour trois ans la banque DEPFA comme manager de la relation clientèle. Il est nommé en 2010 chef de la mission macédonienne auprès de l'Union européenne (UE) avec rang d'ambassadeur.

### Activités politiques
À la suite des élections législatives anticipées du 5 juin 2011, de nouveau remportées par le centre-droit, il est nommé le 28 juillet suivant ministre des Affaires étrangères dans le troisième gouvernement du président du gouvernement conservateur Nikola Gruevski.